# العلاقات الألمانية المالية
العلاقات الألمانية المالية هي العلاقات الثنائية التي تجمع بين ألمانيا ومالي.

## مقارنة بين البلدين
هذه مقارنة عامة ومرجعية للدولتين:
| وجه المقارنة                                              | ألمانيا                                                                              | مالي            |
| --------------------------------------------------------- | ------------------------------------------------------------------------------------ | --------------- |
| المساحة (كم2)                                             | 357.41 ألف                                                                           | 1.24 مليون      |
| عدد السكان (نسمة)                                         | 81.29 مليون                                                                          | 18.54 مليون     |
| الكثافة السكانية (ن./كم²)                                 | 227.44                                                                               | 14.95           |
| العاصمة                                                   | بون، برلين                                                                           | باماكو          |
| اللغة الرسمية                                             | اللغة الألمانية                                                                      | لغة فرنسية      |
| العملة                                                    | يورو، مارك ألماني                                                                    | فرنك غرب أفريقي |
| الناتج المحلي الإجمالي (بليون دولار)                      | 3.68 تريليون                                                                         | 15.29 مليار     |
| الناتج المحلي الإجمالي (تعادل القوة الشرائية) بليون دولار | 3.92 تريليون                                                                         | 35.69 مليار     |
| الناتج المحلي الإجمالي الاسمي للفرد دولار أمريكي          | 41.31 ألف                                                                            | 724             |
| الناتج المحلي الإجمالي للفرد دولار أمريكي                 | 46.40 ألف                                                                            | 1.60 ألف        |
| مؤشر التنمية البشرية                                      | 0.926                                                                                | 0.419           |
| رمز المكالمات الدولي                                      | +49                                                                                  | +223            |
| رمز الإنترنت                                              | .de                                                                                  | .ml             |
| المنطقة الزمنية                                           | توقيت وسط أوروبا، ت ع م+01:00، ت ع م+02:00، توقيت أوروبا الوسطى المعياري (ت غ م +1) ‏ | 00              |

## مدن متوأمة
في ما يلي قائمة باتفاقيات التوأمة بين مدن ألمانية ومالية:
- ترتبط بوتلينغن مع Ber, Mali [الإنجليزية]‏ باتفاقية توأمة.
- ترتبط كيمنتس مع تمبكتو باتفاقية توأمة منذ 1970.
- ترتبط لايبزيغ مع باماكو باتفاقية توأمة منذ 2004.[16][16][17][18]
- ترتبط ساربروكن مع باماكو باتفاقية توأمة منذ 1987.
- ترتبط Bous, Germany [الإنجليزية]‏ مع كوليكورو باتفاقية توأمة.
- ترتبط إرفورت مع كاتي باتفاقية توأمة منذ 1993.[19][20][21][22]

## منظمات دولية مشتركة
يشترك البلدان في عضوية مجموعة من المنظمات الدولية، منها:
| علم المنظمة | اسم المنظمة                                                | تاريخ انضمام ألمانيا | تاريخ انضمام مالي |
| ----------- | ---------------------------------------------------------- | -------------------- | ----------------- |
|             | مؤسسة التمويل الدولية                                      | 20 يوليو 1956        | 9 مايو 1978       |
|             | منظمة حظر الأسلحة الكيميائية                               | 29 أبريل 1997        | ?                 |
|             | يونسكو                                                     | 11 يوليو 1951        | 7 نوفمبر 1960     |
|             | البنك الإفريقي للتنمية                                     | ?                    | ?                 |
|             | الاتحاد الدولي للاتصالات                                   | 1866                 | 21 أكتوبر 1960    |
|             | الأمم المتحدة                                              | 18 سبتمبر 1973       | 28 سبتمبر 1960    |
|             | منظمة الشرطة الجنائية الدولية                              | ?                    | ?                 |
|             | البنك الدولي للإنشاء والتعمير                              | 14 أغسطس 1952        | 27 سبتمبر 1963    |
|             | العملية المشتركة للاتحاد الأفريقي والأمم المتحدة في دارفور | ?                    | ?                 |
|             | الاتحاد البريدي العالمي                                    | 1 يوليو 1875         | ?                 |
|             | مؤسسة التنمية الدولية                                      | 24 سبتمبر 1960       | 27 سبتمبر 1963    |
|             | منظمة التجارة العالمية                                     | ?                    | ?                 |
|             | الفريق المعني برصد الأرض                                   | ?                    | ?                 |
|             | المركز الدولي لتسوية المنازعات الاستشارية                  | 18 مايو 1969         | 2 فبراير 1978     |
|             | وكالة ضمان الاستثمار متعدد الأطراف                         | 12 أبريل 1988        | 22 أكتوبر 1992    |

## وصلات خارجية
- موقع وزارة الخارجية الألمانية